# Езау

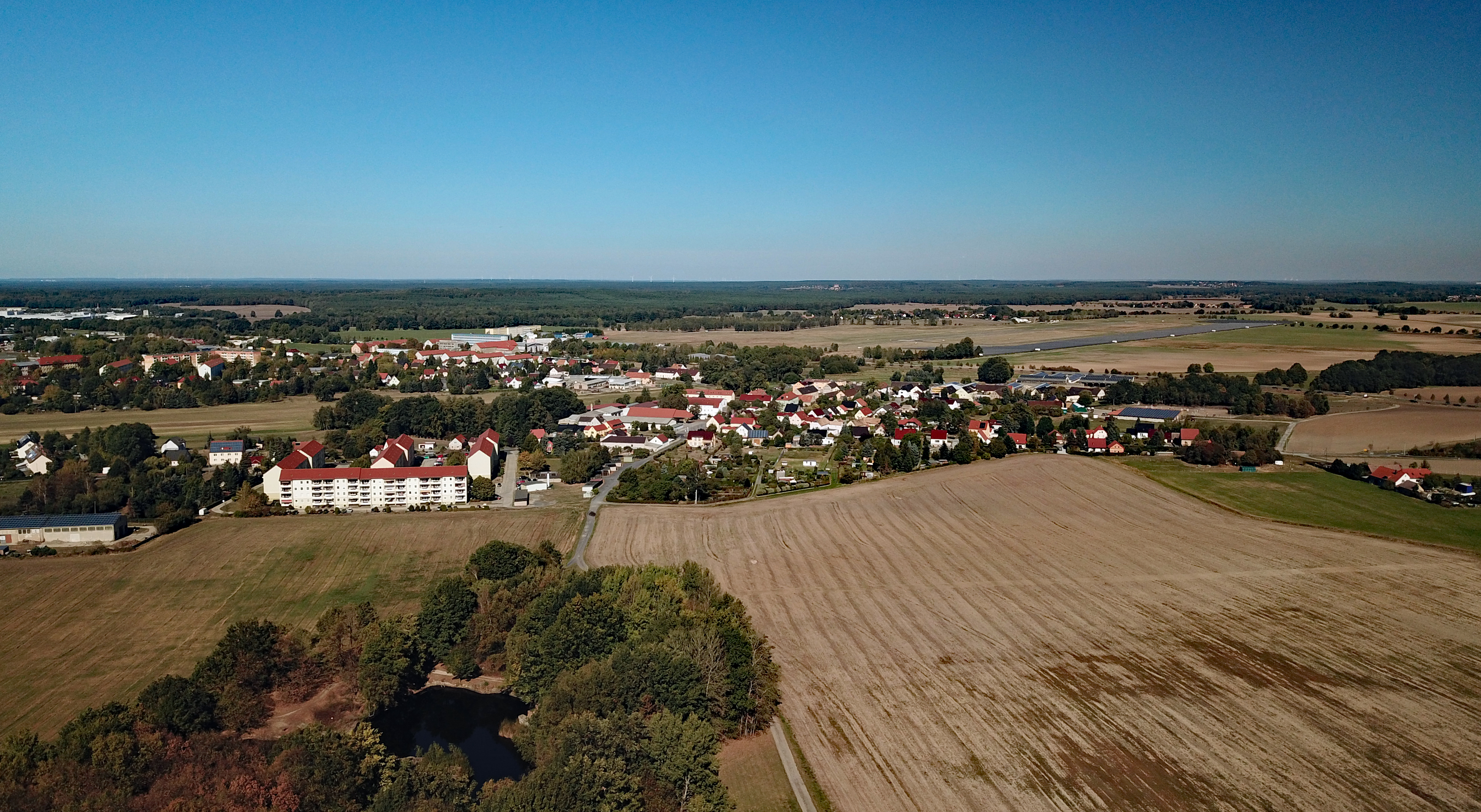

Е́зау или Йе́жов (нем. Jesau; в.-луж. Jěžowо файле) — сельский населённый пункт в городских границах Каменца, район Баутцен, федеральная земля Саксония, Германия.

## География
Находится примерно в двух километрах северо-восточнее Старого города Каменца на правом берегу реки Шварце-Эльстер (серболужицкое наименование – Чорны-Гальштров), которая является естественной границей с Каменцем. На северо-востоке населённого пункта проходит автомобильная дорога S94 и на востоке – автомобильная дорога S97, которая соединяет Езау с Дойчбазелицем. На юго-востоке от деревни располагается Городской лес Каменца.
Соседние населённые пункты: на востоке – деревня Дойчбазелиц (Немске-Пазлицы, в городских границах Каменца) и на юго-востоке – сельский населённый пункт и административный центр коммуны Небельшюц (Небельчицы).

## История
Впервые упоминается в 1225 году под наименованием «Jesowe». В средние века деревня принадлежала женскому монастырю  Мариенштерн.  В 1935 году населённый пункт вошёл в городские границы Каменца.
В настоящее время деревня входит в состав культурно-территориальной автономии «Лужицкая поселенческая область», на территории которой действуют законодательные акты земель Саксонии и Бранденбурга, содействующие сохранению лужицких языков и культуры лужичан.
Исторические немецкие наименования:
- Jesowe, 1225
- Jesowe, 1264
- Jesow, Jesa, 1374
- Jesaw, 1445
- Jesau od. Jeßau, 1791
- Jesau, 1875

## Население
Официальным языком в населённом пункте, помимо немецкого, является также верхнелужицкий язык.
Согласно статистическому сочинению «Dodawki k statisticy a etnografiji łužickich Serbow» Арношта Муки в 1884 году в деревне проживало 284 жителей (из них — 34 лужичан (12 %).
| 1834 | 1871 | 1890 | 1910 | 1925 | 2011 |
| ---- | ---- | ---- | ---- | ---- | ---- |
| 190  | 272  | 410  | 437  | 585  | 1766 |